# Lombardei-Rundfahrt 1982
Die Lombardei-Rundfahrt 1982 war die 76. Ausgabe der Lombardei-Rundfahrt. Das Rennen fand am Sonntag, den 16. Oktober 1982 über eine Distanz von 248 km statt. Der Sieger war Giuseppe Saronni vor Pascal Jules und Francesco Moser.

## Teilnehmende Mannschaften
| Del Tongo-Colnago Renault-Elf-Gitane Famcucine-Campagnolo La Redoute-Motobécane Selle San Marco-Wilier Triestina | Bianchi-Piaggio Cilo-Aufina Splendor-Wickes Bouwmarkt DAF Trucks Sammontana-Benotto | Hoonved-Bottecchia Vermeer-Thijs Alfa Lum-Sauber Peugeor-Shell-Michelin Puch-Eorotex-Campagnolo | Zor-Helios-Gemeaz Cusin Wolber-Spidel Gis Gelati-Olmo Royal-Wrangler-Oliver Tex Capri Sonne–Campagnolo–Merckx | TI-Raleigh-Campagnolo Sem-France Loire-Campagnolo Inoxpran-Pentole Posate Atala-Campagnolo |

## Ergebnis
| \| Gesamtwertung \| Gesamtwertung \| Gesamtwertung \| Gesamtwertung \| Gesamtwertung \| \| Fahrer \| Fahrer \| Land \| Team \| Zeit \| \| ------------- \| ------------------------ \| ------------- \| -------------------------------- \| --------------- \| \| 1. \| Giuseppe Saronni \| Italien \| Del Tongo-Colnago \| 6 h 05 min 07 s \| \| 2. \| Pascal Jules \| Frankreich \| Renault-Elf-Gitane \| + 0 s \| \| 3. \| Francesco Moser \| Italien \| Famcucine-Campagnolo \| + 0 s \| \| 4. \| Jean-Luc Vandenbroucke \| Belgien \| La Redoute-Motobécane \| + 0 s \| \| 5. \| Alfio Vandi \| Italien \| Selle San Marco-Wilier Triestina \| + 0 s \| \| 6. \| Gianbattista Baronchelli \| Italien \| Bianchi-Piaggio \| + 0 s \| \| 7. \| Jean-Marie Grezet \| Schweiz \| Cilo-Aufina \| + 0 s \| \| 8. \| Hubert Seiz \| Schweiz \| Cilo-Aufina \| + 0 s \| \| 9. \| Claude Criquielion \| Belgien \| Splendor-Wickes Bouwmarkt \| + 0 s \| \| 10. \| Hennie Kuiper \| Niederlande \| DAF Trucks \| + 0 s \| |                          |             |                                  |                 |
| |                          |             |                                  |                 |
| |                          |             |                                  |                 |
| Gesamtwertung |                          |             |                                  |                 |
| Fahrer | Fahrer                   | Land        | Team                             | Zeit            |
| 1. | Giuseppe Saronni         | Italien     | Del Tongo-Colnago                | 6 h 05 min 07 s |
| 2. | Pascal Jules             | Frankreich  | Renault-Elf-Gitane               | + 0 s           |
| 3. | Francesco Moser          | Italien     | Famcucine-Campagnolo             | + 0 s           |
| 4. | Jean-Luc Vandenbroucke   | Belgien     | La Redoute-Motobécane            | + 0 s           |
| 5. | Alfio Vandi              | Italien     | Selle San Marco-Wilier Triestina | + 0 s           |
| 6. | Gianbattista Baronchelli | Italien     | Bianchi-Piaggio                  | + 0 s           |
| 7. | Jean-Marie Grezet        | Schweiz     | Cilo-Aufina                      | + 0 s           |
| 8. | Hubert Seiz              | Schweiz     | Cilo-Aufina                      | + 0 s           |
| 9. | Claude Criquielion       | Belgien     | Splendor-Wickes Bouwmarkt        | + 0 s           |
| 10. | Hennie Kuiper            | Niederlande | DAF Trucks                       | + 0 s           |